# Åledrivkvase
En åledrivkvase er betegnelsen for en speciel type fiskerbåde, kvaser, beregnet til at fiske ål fra. Navnet skyldes, at båden under fiskeri drev sidelæns for sejl samtidig med, at der var spændt et vod ud mellem klyverbommen og en stage eller bom agter. Åledrivkvaserne havde også en dam, hvilket er et vådt lastrum, dvs. at der er bygget en tæt kasse over en del af bunden og samtidig boret huller ud gennem bunden, så vandet trænger ind. For at kunne drive sidelæns er åledrivkvaser bygget med næsten flad bund på en plankekøl, hvilket betyder, at kølen lå vandret i stedet for at stå lodret. Plankekølen gav båden en facon som om det nederste stykke var skåret af. Åledrivkvaser var trods den temmelig flade bund velsejlende, hvilket skyldes at de var forsynet med et sænkesværd (sænkekøl).
I Danmark var åledrivkvaser tiest klinkbyggede både på mellem 20 og 30 fod. De var oftest spidsgattede og med en stor ketch-rig. Nogle åledrivkvaser var dog bygget med klipperstævn og med rund hæk efter tysk model og nogle var kravelbygget.
De mest berømte åledrivkvaser i Danmark var fejøkvaserne bygget af de to bådebyggere i Dybvig havn på Fejø. Disse både var alle klinkbyggede, spidsgattede og 27 eller 28 fod. Fejøkvasernes forlæg var toldkrydsjagterne tegnet af skibsbygmester E. C. Benzon, hvilket tydeligt ses på dæksfaconen.

## Oprindelse
Bådtypen kom i 1870'erne til Danmark med indvandrere fra Pommern i Tyskland, og der blev efterhånden indkøbt over 50 tyske drivkvaser til Danmark. De pommerske både kunne enten være klinkbyggede eller kravelbyggede, nogle var spidsgattede, men det er bådene med klipperstævn og -hæk, som oftest forbindes med den danske betegnelse tyskerkvase. Bådene blev anvendt til fiskeri efter ål, især i de grunde farvand inden for Rygen. Fiskeriet foregik med et vod, som på tysk hedder "Zeese", og båden kaldes derfor på tysk "Zeesenboot".

## Fiskeri
Bådtypen har fået sit navn på grund af den specielle fangstmetode. Ålefiskeriet foregik med et drivvod (et vod, som trækkes af et fartøj, der driver for bakkede sejl). Med sejlene fik fiskerne båden til at drive sidelæns gennem vandet, hvorved drivvoddet blev spilet ud mellem de to bomme, en for og en agter. Betegnelsen kvase bliver brugt om en båd med indbygget dam. En dam er et rum i båden, der, på grund af en masse huller i bunden af båden, kan opbevare levende fisk til de landes.  
I 1910'erne og 1920'erne fik de fleste drivkvaser ilagt motor. Da de nu ikke længere var afhængige af de rette vindforhold, blev effektiviteten øget. 

## Ekstern henvisning og kilde
- Vikingeskibsmuseet Roskilde: Åledrivkvase. Historie og baggrund Arkiveret 10. august 2017 hos  Wayback Machine
- K1054 Karen af Bogø. Omfattende webside med informationer om både Karen og drivvodsfiskeriets teknik og historie.
- K1072 Concordia. Facebookside.
- Anne Karoline. Flagskib ved Marstal Søfartsmuseum.
- Svalen af Ommel Blog om restaureringen.

| Skib | Spire Denne artikel om skibe eller både er en spire som bør udbygges. Du er velkommen til at hjælpe Wikipedia ved at udvide den. |